# Timoleague
Timoleague (Tigh Molaige en Irlandais) est une ville du comté de Cork, dans le sud de l'Irlande. Clonakilty est à l'ouest du village.

## Histoire
Timoleague tient son nom de l'irlandais « Tigh Molaga » signifiant la maison de Molaga. Saint Molaga est célèbre pour avoir apporté le miel en Irlande.

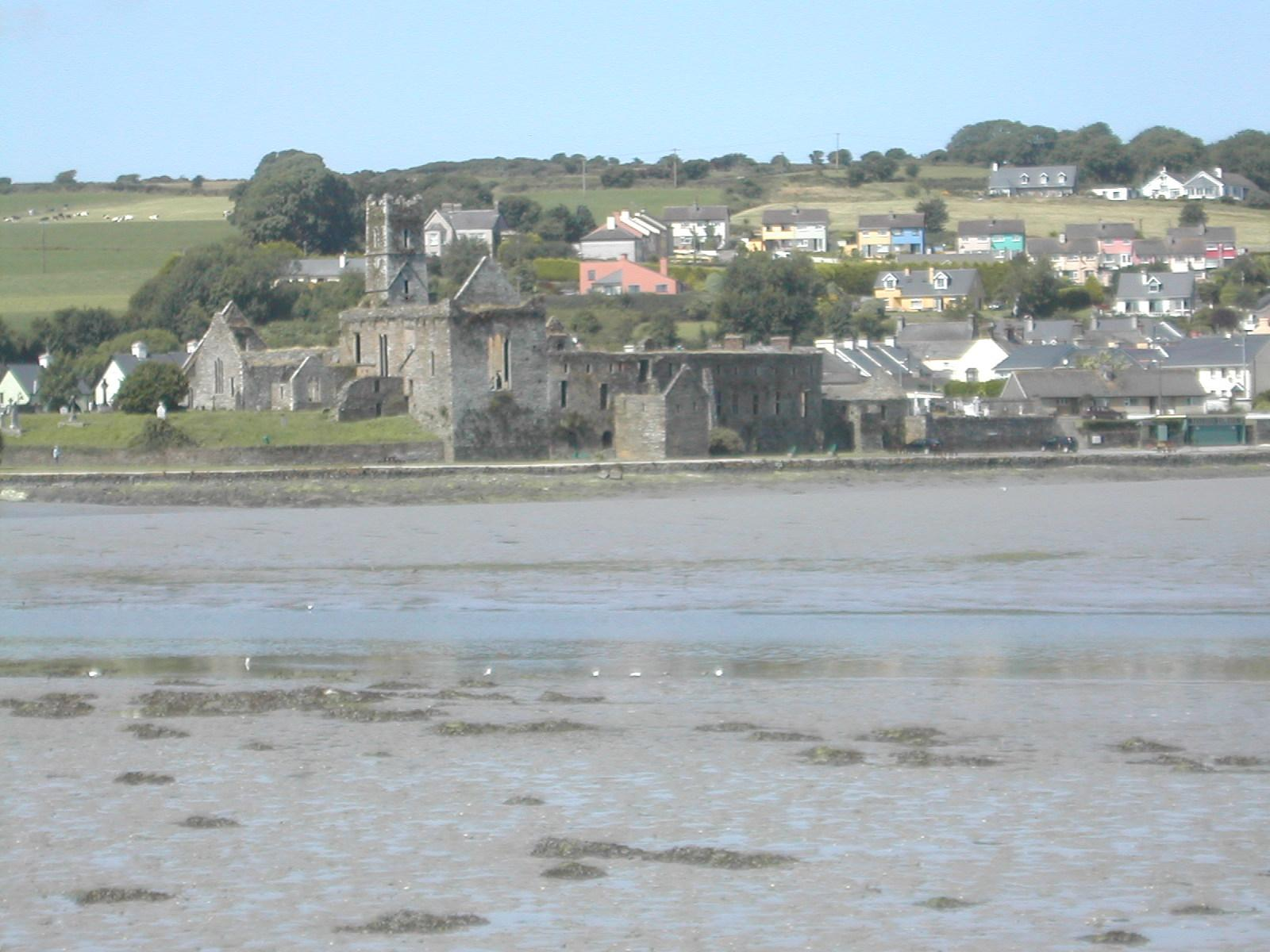
Vue générale de Timoleague.
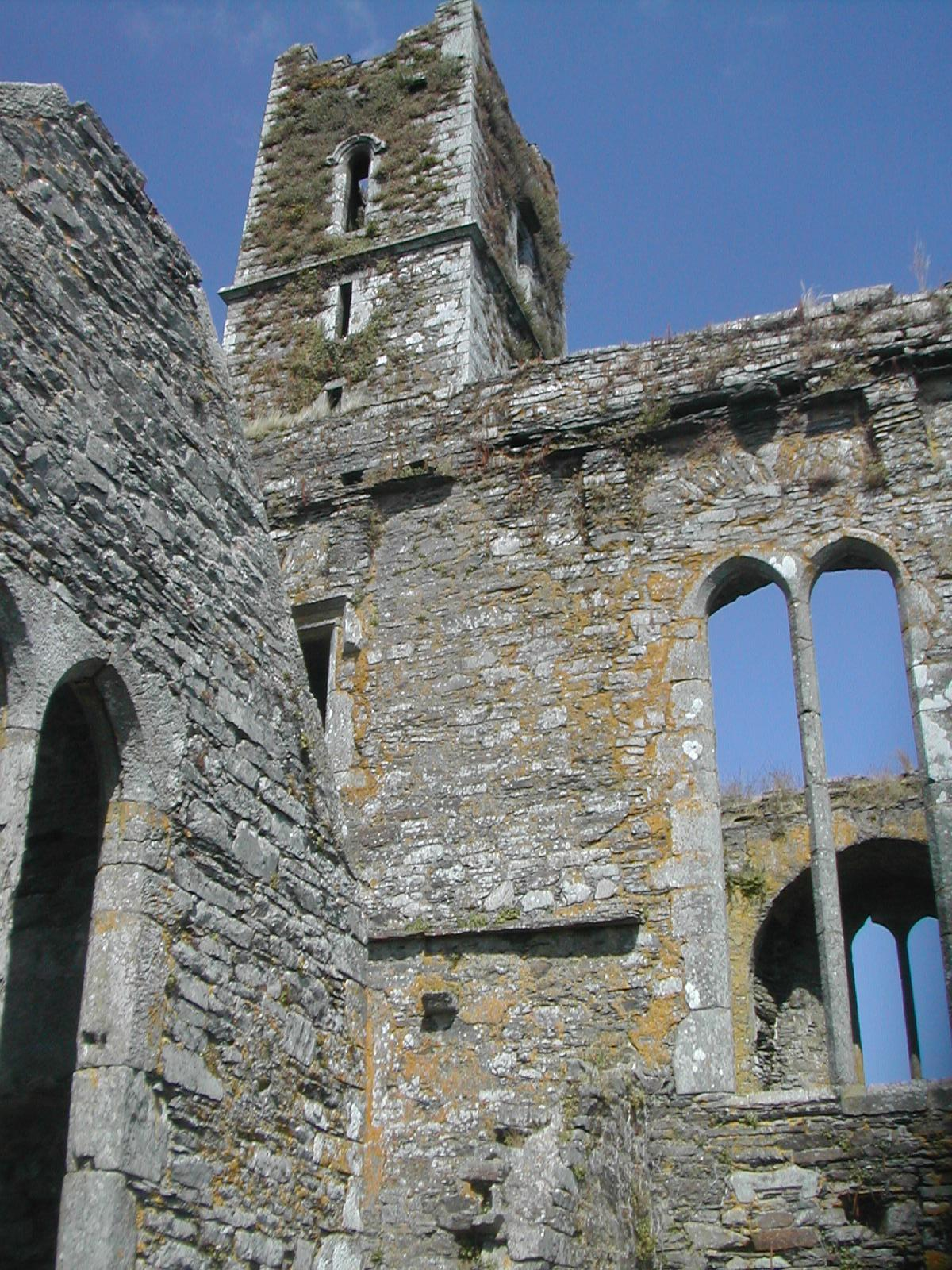
L'abbaye d'Abbeymahon.

## Monuments
La confrérie de Timoleague a été fondée par les Franciscains en 1240. L'abbaye a été construite sur l'emplacement d'un monastère fondé par saint Molaga de Bremore au VIe siècle. L'abbaye a été agrandie par Donal Glas McCarthy (en) en 1312, puis au XVIe avec l'aide de mécènes. Les moines ont été dispersés par la Réforme, mais y sont retournés en 1604. En 1612, l'abbaye a été saccagée par les soldats anglais qui ont brisé tous les vitraux mais la plus grande partie des bâtiments subsistent. Les frères sont restés dans l'abbaye jusqu'en 1629.

## Économie
La plupart des industries locales sont tournées vers le tourisme, l'agriculture et l'artisanat.